# Concours d'élégance
Pour les articles homonymes, voir Concours et Élégance.
Les Concours d'élégance sont des manifestations de voitures de collection, souvent organisés par des clubs automobiles, destinés à exposer les plus belles voitures et à les faire « défiler », à l'image des mannequins dans le monde de la mode.

## Description
« Concours d'élégance » est un terme d'origine française qui désigne un événement durant lequel des automobiles prestigieuses sont exposées et jugées. L'origine remonte au XVIIe siècle, où des aristocrates faisaient défiler des calèches dans les parcs de Paris pendant les weekends d'été et les jours fériés. Au fil du temps, les calèches ont cédé la place aux automobiles et les rassemblements sont devenus une compétition entre propriétaires de véhicules pour être jugés sur l'apparence de leurs véhicules et la qualité de leur restauration.
Ces événements sont souvent organisés lors de salons automobiles, après des compétitions de course ou, notamment aux États-Unis, comme événement de collecte de fonds pour des œuvres caritatives. De nombreux événements modernes proposent également des expositions d'entreprises de marques de luxe et de supercars.

## Histoire
Le plus ancien concours encore existant est le prestigieux Concorso d'Eleganza Villa d'Este qui se tient chaque année près de l'hôtel Villa d'Este à Cernobbio, sur le lac de Côme en Italie. Le premier a eu lieu en septembre 1929, à Cernobbio, sur les rives du lac de Côme dans les jardins de la Villa d'Este et de la Villa Olmo.
Le premier concours en Amérique du Nord a eu lieu en 1950 au Pebble Beach Golf Links à Monterey, en Californie, conjointement à la première course sur route de Pebble Beach.
Les concours de Villa d'Este et Pebble Beach ont tous deux sauté des années depuis 1956.
Le concours le plus ancien qui s'est tenu sans interruption depuis 1956 est le Hillsborough Concours d'Elegance en Californie, qui a lieu chaque année depuis 1956.
Les concours d'élégance sont généralement organisés pour les voitures classiques. L'accent est mis autant sur l'originalité que sur l'état du véhicule. L'objectif général est de présenter un véhicule dans le même état, voire en meilleur état, qu'à sa sortie de  production. Sauf s'il s'agit d'un véhicule d'origine, aucune modification n'est autorisée et les composants doivent être adaptés à l'année et au modèle de l'automobile. Les composants montés sur des automobiles du même type, d'une année de production ou d'un niveau de finition différent, ne sont pas autorisés. Seuls les accessoires d'origine du constructeur sont autorisés. Certains concours autorisent les équipements et accessoires de rechange, à condition qu'ils soient de la bonne période. Les automobiles doivent être présentées dans un état visuel irréprochable.

## Quelques concours internationaux

### Allemagne
- Techno-Classica
- Château de Dyck

### Argentine
- Autoclassica

### Australie
- Concours d'élégance de Sydney (Nouvelle-Galles du Sud)
- Motorclassica : concours international d'élégance et salon automobile australien (Melbourne Victoria)

### Belgique
- SpaItalia (Francorchamps Liège)
- Concours d'Elégance du Zoute (Knokke-Heist)

### Canada
- Concours d'élégance de Cobble Beach de Kemble (Ontario)

### États-Unis

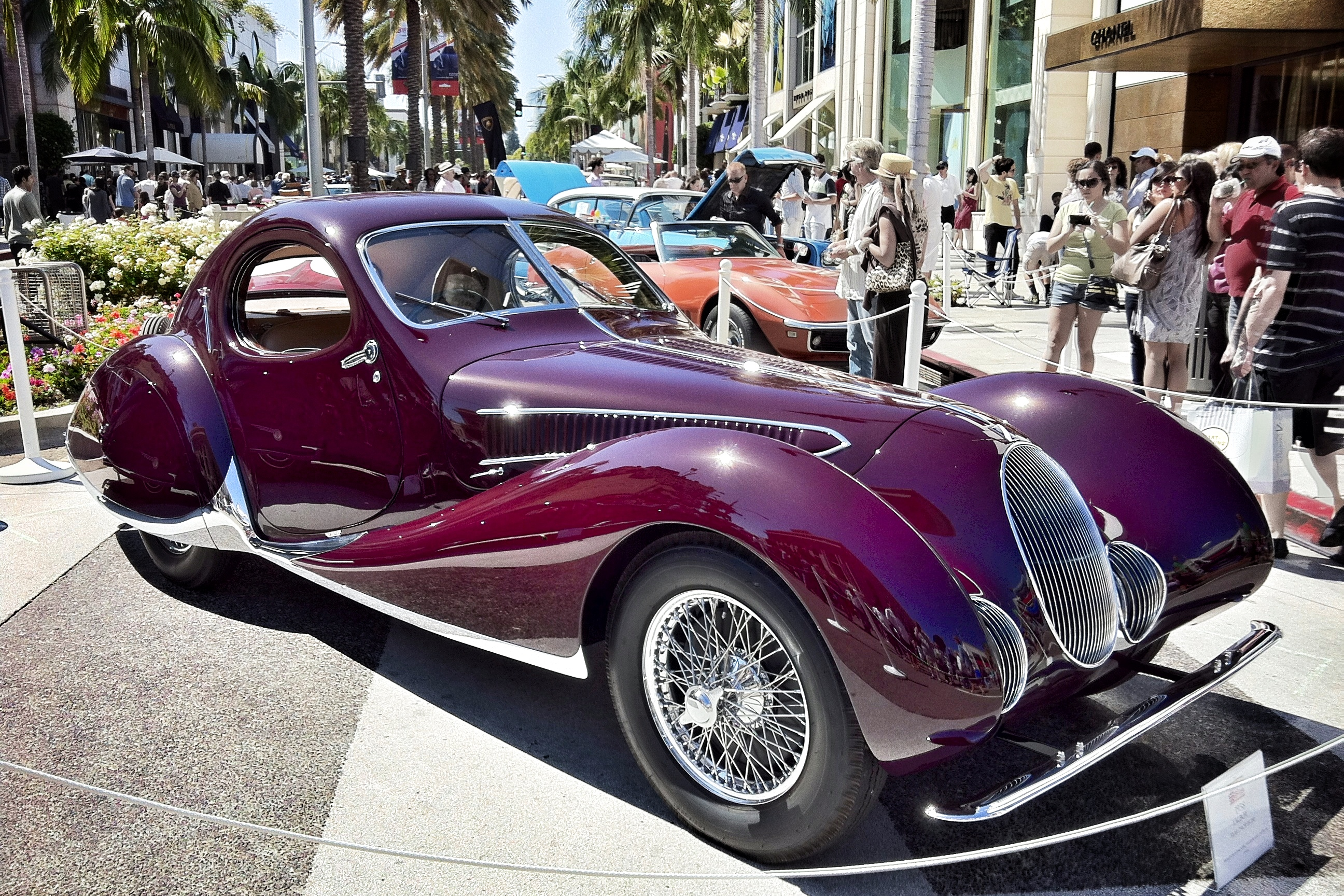
Rodeo Drive Concours d'Elegance de Beverly Hills en Californie

- Rodeo Drive Concours d'Elegance de Beverly Hills (Californie)
- Monterey Car Week & Pebble Beach Concours d'Elegance (Californie)
- Newport Beach Concours d'Elegance (Californie)
- Desert Classic Concours d’Elegance (Californie)
- Las Vegas Concours d'Elegance (Nevada)
- Concours d'élégance d'Amelia Island (Floride)
- Greenwich Concours d'Elégance (Connecticut)
- Kirkland Concours d'Elegance (Washington)
- La Jolla Concours d'Elegance (Californie)
- Pebble Beach Concours d'Elegance (Californie)

### France
- Rétromobile de Paris
- Louis Vuitton Classic
- Chantilly Arts & Elegance Richard Mille
- Concours d’élégance en automobile de Dinard
- Concours d'élégance Coppa Florio (Saint-Brieuc Côtes-d'Armor)

### Hongrie
- Concours d'Elégance Festetics, Keszthely

### Inde
- 21 Gun Salute - Rallye et concours international de voitures anciennes (Karma Lakelands, Gurugram)

### Italie
- Mille Miglia Storica
- Concours d'Élégance Villa d'Este (ou Concorso d'Eleganza Villa d'Este)
- Étoiles du Concours d'Élégance de Liston (Padoue)

### Japon
- Concours d'élégance de Kyoto (Kyoto)

### Kenya
- Concours d'Elégance de la CBA Africa (Nairobi)

### Luxembourg

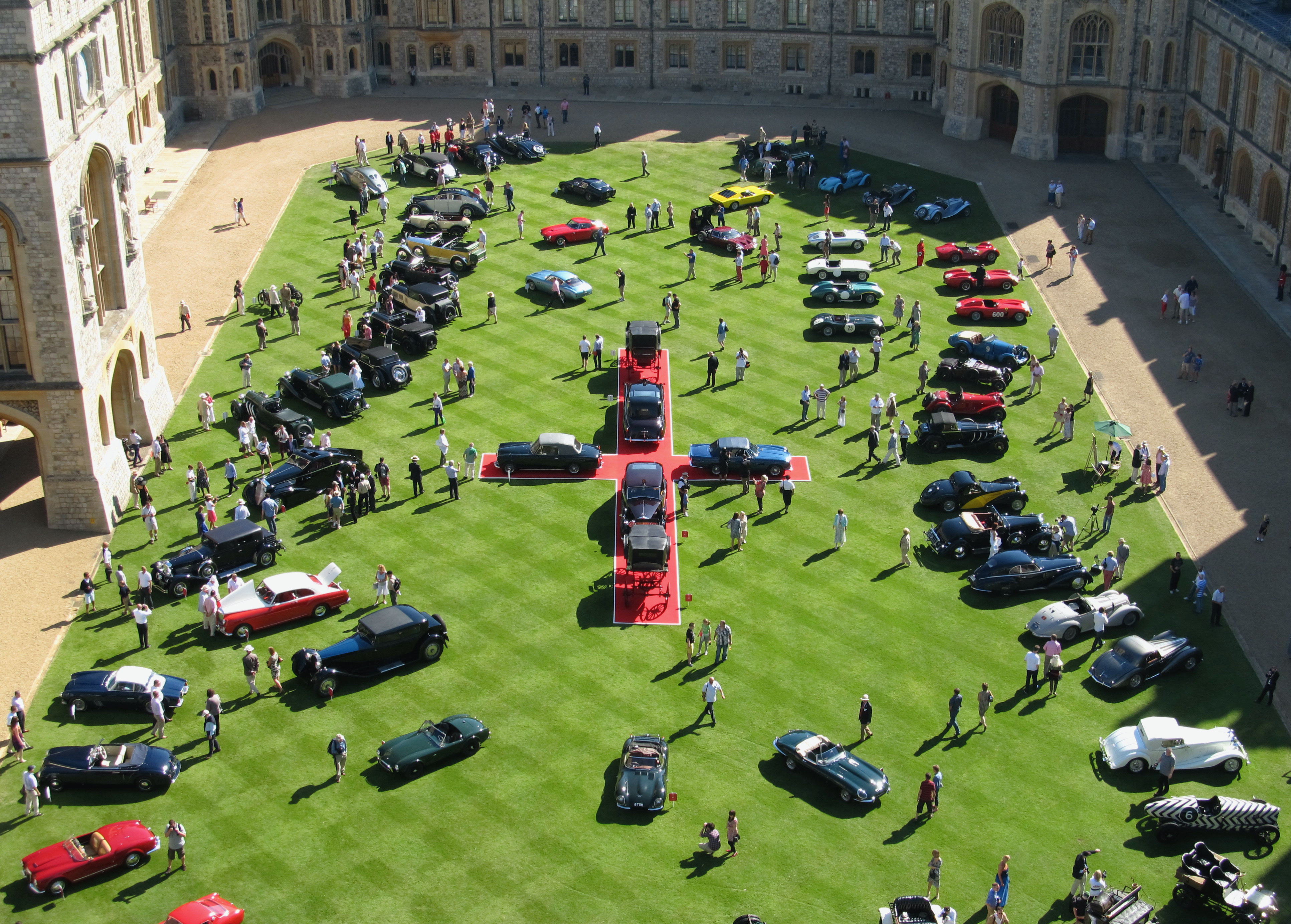
Concours d'élégance du château de Windsor.

- Mondorf-les-Bains Concours d'Elegance & Luxembourg Classic Days

### Nouvelle-Zélande
- Concours d'élégance d'Ellerslie (Auckland)

### Royaume-Uni
- London concours
- Concours d'élégance du château de Windsor
- Festival de vitesse de Goodwood
- Festival de l'exceptionnel (Whittlebury comté de Northamptonshire)
- Course de voitures anciennes Londres-Brighton
- Concours privé (Oxfordshire)

### Slovaquie
- Concours d’élégance Piešťanské zlaté stuhy[8]

### Suisse
- Concours d'Élégance Suisse
- Concours d'Elégance « Zurich Classic Car Award » (Zurich)